# Мурашов, Павел Александрович
Павел Александрович Мурашов (16 декабря 1908 года, Саратов — 4 апреля 1972 года, Пушкин, Ленинградская область) — советский военный деятель, генерал-майор (1954 год).

## Начальная биография
Павел Александрович Мурашов родился 16 декабря 1908 года в Саратове.

## Военная служба

### Довоенное время
В сентябре 1925 года призван в ряды РККА и направлен на учёбу в 20-ю Саратовскую пехотную школу, откуда в сентябре 1927 года переведён в Ульяновскую Краснознамённую пехотную школу, после окончания которой в сентябре 1928 года направлен в 85-й Акмолинский стрелковый полк (29-я стрелковая дивизия, Белорусский военный округ), дислоцированный в Гжатске, где служил на должностях командира взвода, роты, помощника командира батальона и помощника начальника штаба полка, а в июле 1938 года назначен на должность командира этого же полка, однако в октябре того же года переведён на должность начальника учебно-строевой части окружных курсов младших лейтенантов при 29-й стрелковой дивизии в Вязьме.
В мае 1939 года П. А. Мурашов назначен на должность помощника начальника, а затем — на должность начальника строевого отдела Минского военного пехотного училища, однако в октябре того же года переведён на должность командира стрелкового батальона в составе 715-го стрелкового полка (122-я стрелковая дивизия, Белорусский военный округ), дислоцированного в Слуцке, и затем принимал участие в боевых действиях на направлении Кандалакша — Куолаярви — Кемиярви в ходе Советско-финской войны.
В мае 1940 года назначен на должность заместителя командира 67-го горнострелкового полка (20-я горнострелковая дивизия, Закавказский военный округ), дислоцированного в Гори.

### Великая Отечественная война
С началом войны назначен на должность командира того же 67-го горнострелкового полка, который вскоре принимал участие в ходе ввода советских войск в Иран, однако уже в сентябре 1941 года передислоцирован в район Сухуми, Лазаревское, после чего выполнял задачи по охране побережья Чёрного моря. В августе 1942 года полк под командованием П. А. Мурашова в составе 20-й горнострелковой дивизии был направлен на оборону перевалов Главного Кавказского хребта, после чего вёл оборонительные боевые действия в районе Гагра, Сочи, Лазаревское. В декабре дивизия передислоцирована в Краснодарский край, где включена в состав 56-й армии, после чего принимала участие в ходе Северо-Кавказской и Краснодарской наступательных операций, а также в боях по прорыву Голубой линии.
22 сентября 1943 года подполковник П. А. Мурашов назначен на должность командира 227-й стрелковой дивизии, однако в должность не вступил и назначен заместителем командира этой же дивизии, которая принимала участие в ходе освобождения Таманского полуострова и освобождения города Темрюк. 12 декабря того же года переведён на должность командира 83-й морской стрелковой бригады, участвовавшей в ходе Керченско-Эльтигенской десантной операции. С 30 января 1944 года исполнял должность командира 55-й гвардейской стрелковой дивизии, а 4 марта того же года вернулся на прежнюю должность командира 83-й морской стрелковой бригады.
В мае 1944 года направлен на учёбу на ускоренный курс при Высшей военной академии имени К. Е. Ворошилова, после окончания которого 4 февраля 1945 года направлен в распоряжение Военного Совета 1-го Украинского фронта и 5 марта назначен на должность командира 282-й стрелковой дивизии, однако уже 27 марта переведён на должность командира 225-й стрелковой дивизии, ведшей оборонительные боевые действия западнее города Зандберг, а 7 мая передислоцирована в район города Каудер, после чего принимала участие в ходе Пражской наступательной операции.

### Послевоенная карьера
После расформирования дивизии полковник П. А. Мурашов в июне 1945 года назначен на должность уполномоченного по отправке репатриированных в СССР Военного Совета 1-го Украинского фронта, а затем Центральной группы войск, а в июле 1946 года переведён на должность начальника отдела по использованию опыта войны Оперативного управления штаба Центральной группы войск.
В декабре 1947 года направлен на учёбу на основной факультет Высшей военной академии имени К. Е. Ворошилова, после окончания которого в декабре 1949 года назначен на должность старшего научного сотрудника 1-го отдела Управления по исследованиям вопросов тактики и оперативного искусства Главного военно-научного управления Генштаба ВС СССР.
30 июня 1950 года направлен в распоряжение Главного штаба ВМФ и в июле назначен на должность начальника 7-го отдела — помощника начальника Оперативного управления Главного оперативного управления, а в феврале 1952 года — на должность заместителя начальника этого же отдела, однако в мае того же года переведён на должность начальника Училища морской пехоты Военно-морских сил.
В октябре 1955 года назначен на должность заместителя начальника по организационно-строевой части и начальника строевого отдела Высших специальных классов ВМФ, в декабре того же года — на должность начальника кафедры строевой и общевойсковой подготовки 2-го высшего военно-морского инженерного училища, а в октябре 1956 года — на должность начальника кафедры тактики и инженерного обеспечения Высшего инженерно-технического Краснознамённого училища.
Генерал-майор Павел Александрович Мурашов 13 сентября 1960 года вышел в запас. Умер 4 апреля 1972 года в городе Пушкин Ленинградской области.

## Награды
- Орден Ленина (15.11.1950);
- Два ордена Красного Знамени (31.12.1943, 06.11.1945);
- Орден Суворова 2 степени (22.10.1943);
- Орден Отечественной войны 1 степени (22.10.1943);
- Орден Красной Звезды (03.11.1944);
- Медали;

- Иностранный орден.